# Kulík křivozobý
Kulík křivozobý (Anarhynchus frontalis) je asi 20 cm velký druh kulíkovitého ptáka, který je endemický k Novému Zélandu. Je jedinečný bočně zakřiveným zobákem, jehož poslední třetina směřuje doprava v úhlu 12–26°. Jedná se o zvláštní adaptaci umožňující snadnější vyhledávání kořisti – hmyzu a jiných drobných bezobratlých – zpod malých kamenů. Hnízdí v širokých řečištích divočících vodních toků. Jeho populace je odhadována na 4500–5500 jedinců.

## Systematika
Druh poprvé popsali francouzští badatelé Jean René Constant Quoy a Joseph Paul Gaimard v roce 1830. Tato dvojice na Nový Zéland doplula na lodi Astrolabe a po zakotvení v zálivu Hauraki na Severním ostrově tito badatelé odstřelili kulíka křivozobého na zdejší pláži.
Maorský název druhu je ngutuparore či Ngutu pare.

## Popis

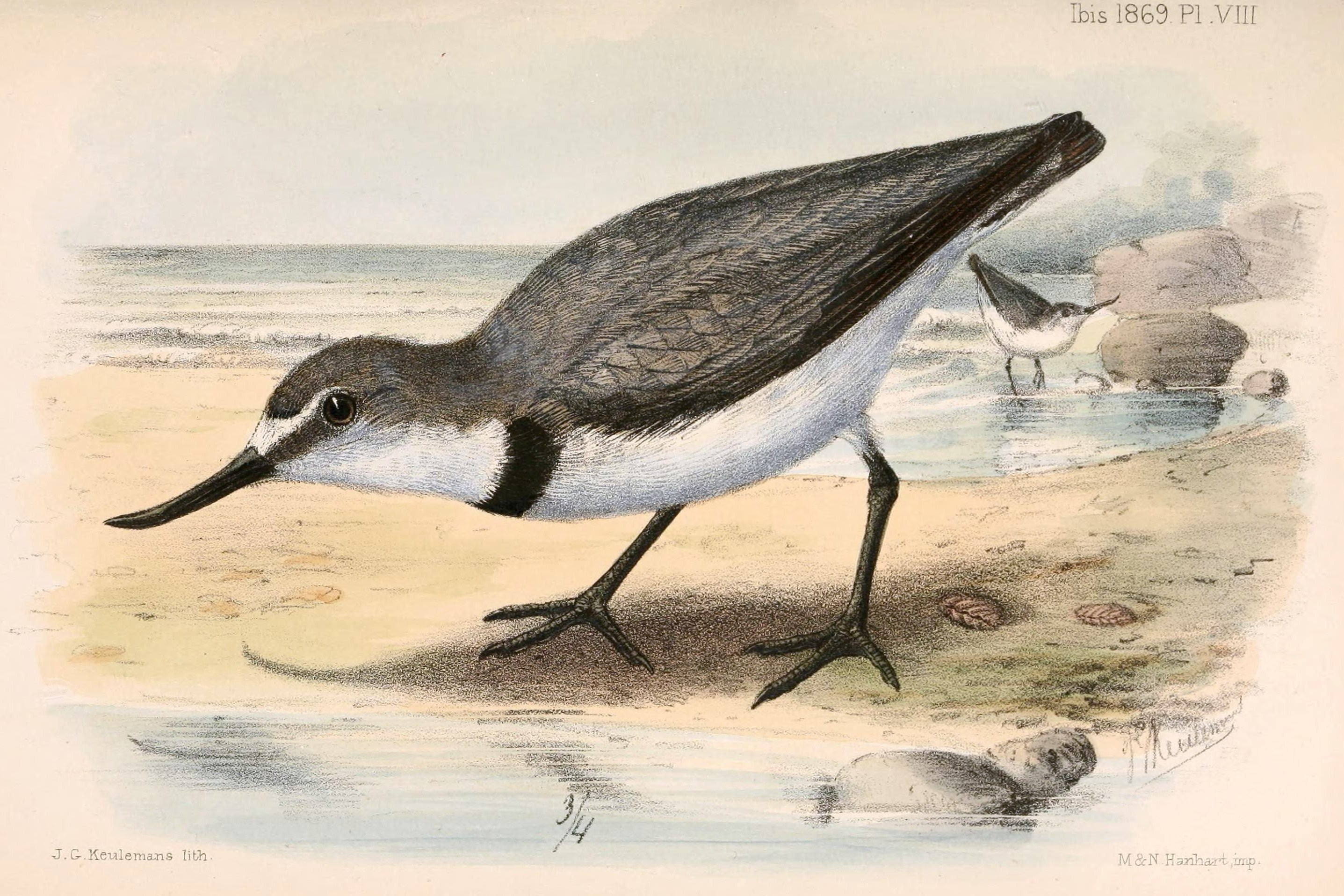
Ilustrace kulíka křivozobého z roku 1869; za povšimnutí stojí bočně zakřivený zobák i černý pruh na hrudi

Kulík křivozobý je menší pták s podsaditým tělem světlých barev. Spodina je bílá, avšak ve svatebním šatu, do kterého se obléká od poloviny zimy do konce hnízdního období, se na v horní části hrudi objevuje černý pruh. Tento pruh je u samic o něco tenčí než u samců. Na svrchní straně těla a po stranách tváře je opeření bledě šedé, čelo je bílé. Dlouhý zobák je černý a zhruba od dvou třetin jeho délky je z boku pravotočivě zatočený o 12–26 stupňů. Nohy jsou tmavě šedé až černé. V prostém šatu si jsou samec se samicí velmi podobní, ve svatebním šatu lze samce rozpoznat podle černé krátké příčné linky nad bílým čelem, jejíž viditelnost je však značně individuální a v terénu bývá často složitě pozorovatelná. Nedospělí jedinci nemají přes hruď tmavý příčný pruh.
Délka těla se pohybuje kolem 20 cm, křídlo je dlouhé kolem 12 cm. Váha kulíka je kolem 60 g.

## Rozšíření a stanoviště
Kulíci křivozobí jsou endemičtí k Novému Zélandu. Hnízdí pouze na Jižním ostrově v oblasti Canterbury a Otaga na štěrkových řečištích divočících vodních toků. Pro tato řečiště je typické množství říčních ramen ve velmi širokém korytu pokrytém proměnlivými břehovými lavicemi a ostrůvky. Dno takového řečiště bývá pokryto štěrkem, pískem, kameny a nanesenou vegetací. Takové řeky jsou často napájeny ledovci z Jižních Alp. Hlavní hnízdní oblasti druhu se nachází na řekách Rakaia, Rangitata, Waimakariri a horní Waitaki. Mimo hnízdní období (cca od ledna do července) se kulíci stahují do širokých zátok s wattovým pobřežím v severních částech Severního ostrova jako je Northland a Auckland. Na zimovištích se sdružují do menších hejn, výjimečněji i do velkých (100 a více jedinců).

## Biologie

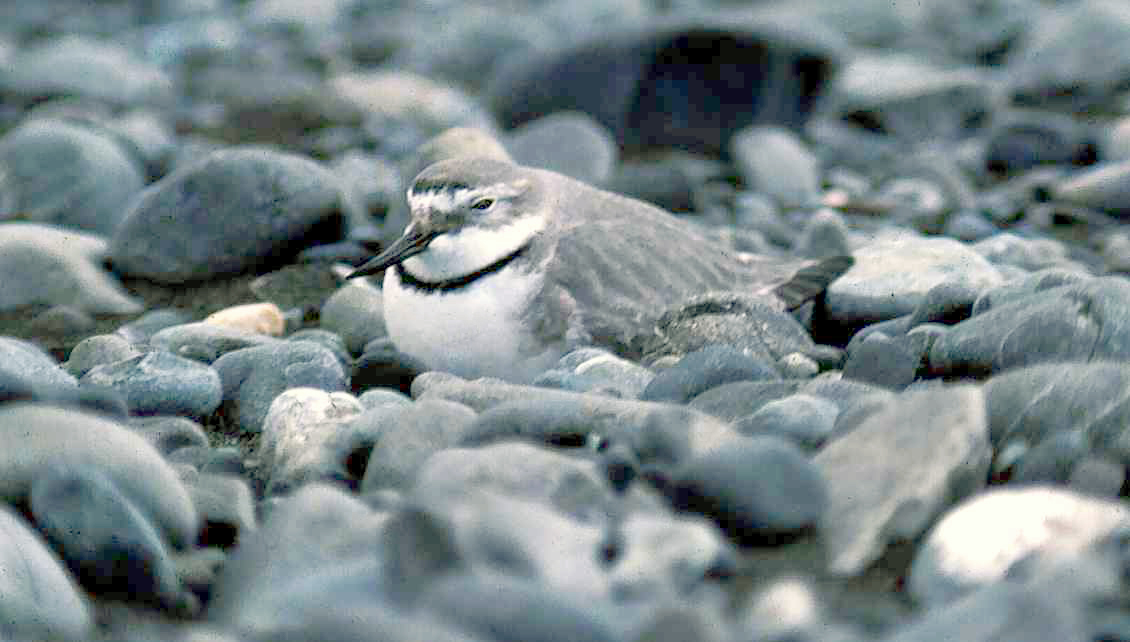
Kulík křivozobý při inkubaci vajec

Mimo hnízdní období se jedná o sociální druh, který rád pobývá v menších hejnech. Tato hejna se hlavně před migrací na hnízdiště pohybují ve vzduchu v náhlých koordinovaných pohybech, které byly přirovnány k pohybu komínu kouře nebo k šále, kterou někdo mrštil do vzduchu. Může se dožít nejméně 22 let. K přepeřování dochází od konce prosince do počátku května. Nejčastější vokální projev představuje krátké čip, které patrně vypovídá o ostražitosti ptáka.

### Hnízdění

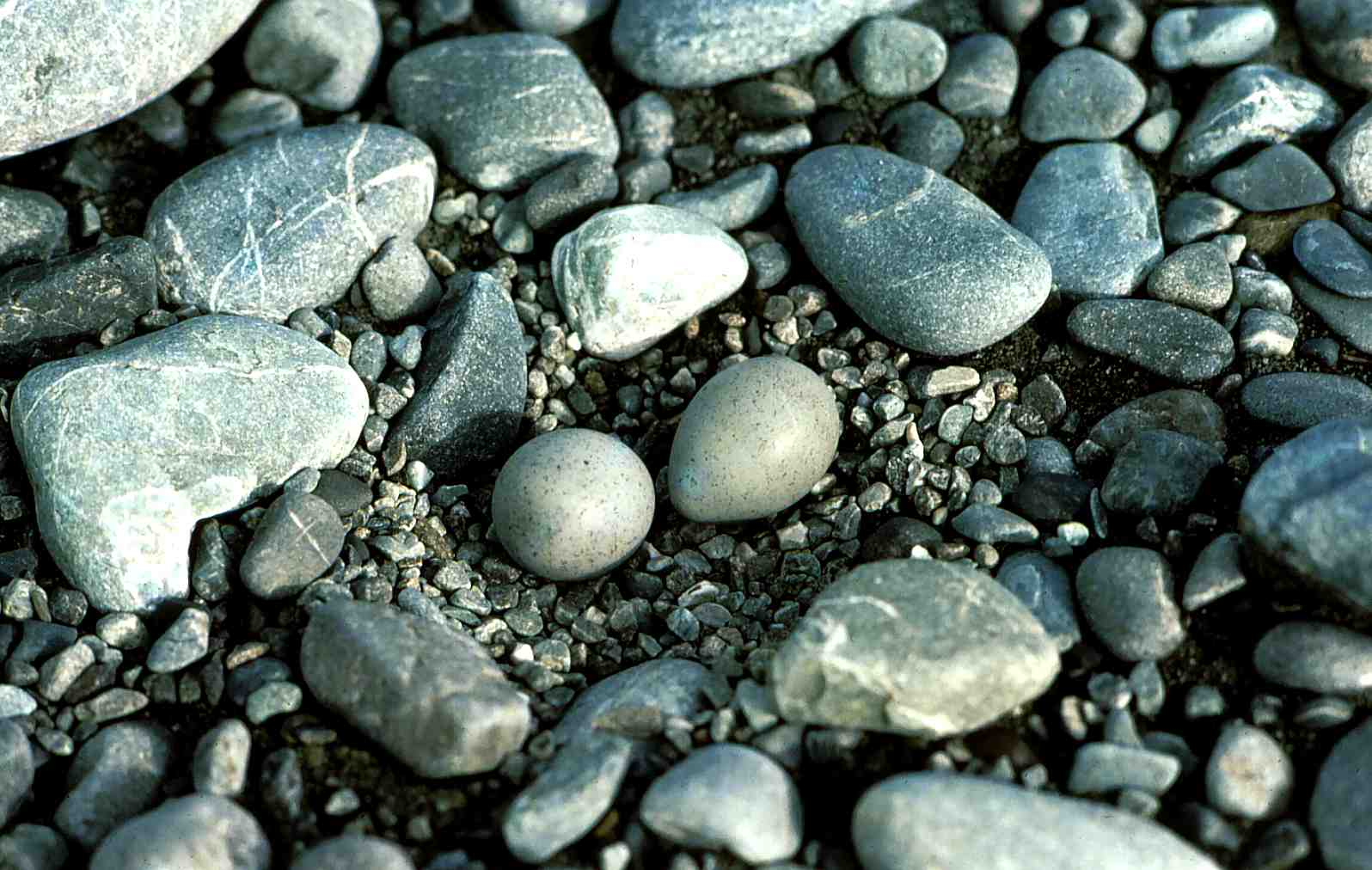
Snůška kulíků dobře splývá s okolím

K zahnízdění dochází od konce srpna do ledna na štěrkových a písčitých řečištích mezi cca 42–45° j. š. Samice klade dvě světle šedá vejce s modravými či nezelenavými odstíny s hnědými flíčky a proužky. Vejce snáší přímo zem vedle oblázků jen o něco větších než samotná vejce. Vejce má rozměr 35×26 mm a váží 11 g. Inkubují oba rodiče po dobu kolem 30 dní. Ptáčata jsou několik hodin po narození vyvedena rodiči z hnízda na krmná stanoviště, v případě potřeby dokáží plavat již za několik dní po narození. K osamostatnění ptáčat dochází kolem věku 36 dní. Řada párů zvládne vychovat 2 snůšky během jediného hnízdního období.
Rodiče jsou během hnízdění silně teritoriální a v případě ohrožení mohou předstírat zranění, aby odlákali pozornost predátora od svých mláďat na sebe. Svá hnízdiště vokálně i fyzicky brání vůči jedincům téhož druhu i proti ostatním ptačím druhům, se kterými sdílejí stejné hnízdní stanoviště, jako jsou rybák novozélandský, pisila bělohlavá nebo kulík dvoupruhý.

### Migrace

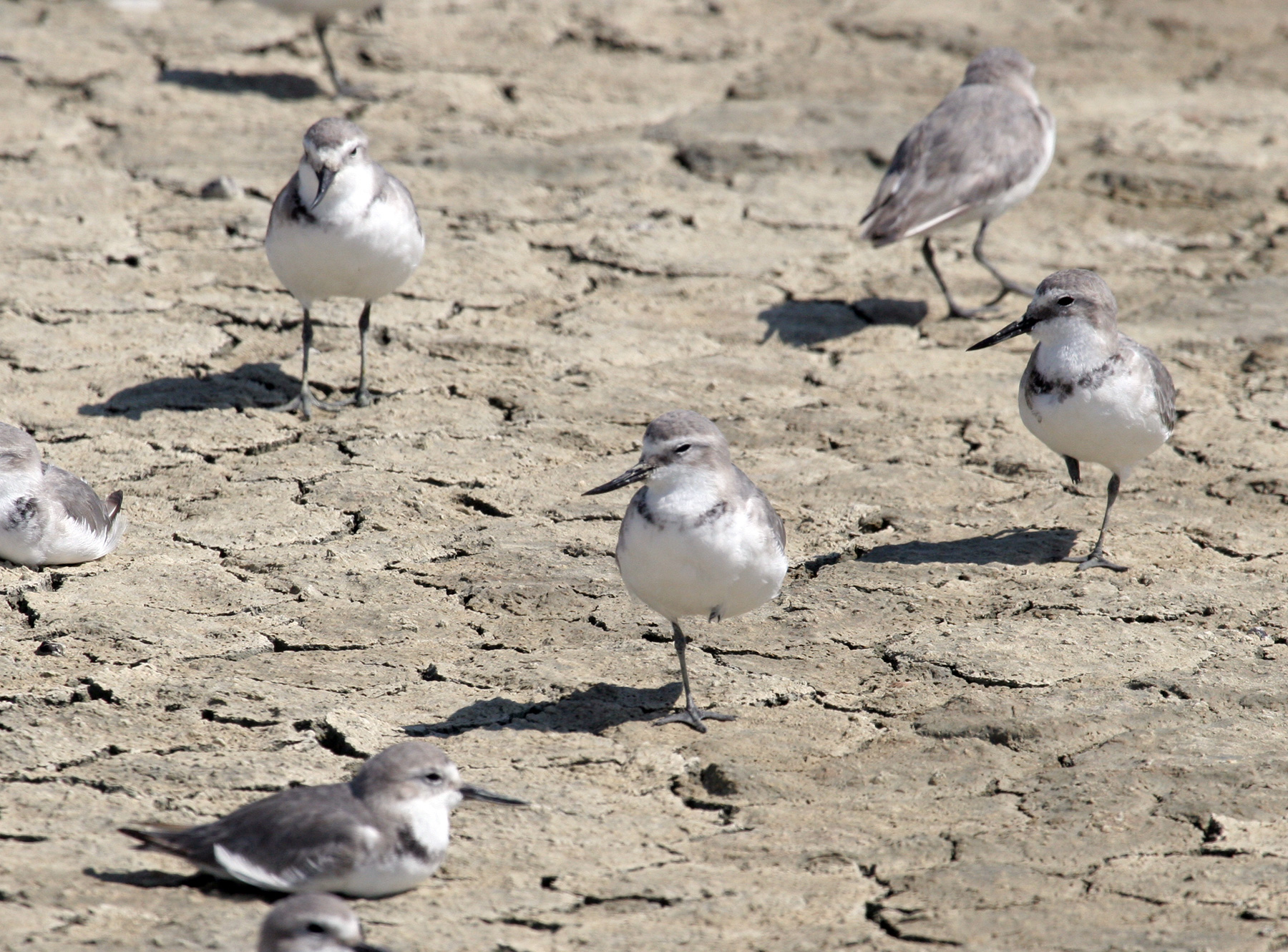
Hejno kulíků křivozobých v zálivu Firth of Thames

Po skončení hnízdního období kulíci táhnou na sever na svá zimoviště. Juvenilní jedinci z prvních snůšek migrují na sever koncem prosince, dospělci následují kolem poloviny ledna nebo později. V případě selhání druhé snůšky mohou dospělci táhnout už i dříve. Kulíci během tahu převážně kopírují pobřeží a podnikají jen několik tahových zastávek. Část populace migruje i vnitrozemím. Velká část kulíků zastavuje na jezeře Ellesmere / Te Waihora na východě Canterbury. Až 80 % kulíků zimuje na dvou stanovištích, a sice v zálivech Firth of Thames a Manukau Harbour, cca 600–800 km od jejich hnízdišť. První dospělci migrují zpět na hnízdiště koncem července, nejvíce kulíků se vydává na tah v půlce srpna. Nedospělí kulíci narození během posledního hnízdícího období (cca 10 % celkové populace) zůstávají na zimovištích déle. Asi polovina z těchto 10 % začne pomalu migrovat k hnízdištím zhruba měsíc po odletu dospělců a druhá polovina zůstává na zimovištích přes celé léto a migruje až následující rok.

### Potrava
Živí se různými vodními bezobratlými živočichy, převážně larvami jepic a chrostíků. Na zimovištích pojídají malé mořské bezobratlé živočichy včetně malých měkkýšů, mnohoštětinatců, hmyzu a občasných malých rybek.
Jak už bylo řečeno, poslední třetina zobáku je zatočena doprava o 12–26 stupňů. Jedná se o jediného ptáka na světě s bočně zatočeným zobákem. Zatočený zobák kulíkům umožňuje lépe dosáhnout na bezobratlé živočichy zpod kamenů. Tímto způsobem se kulíci dokáží dostat k živočichům, na jaké ostatní druhy nedosáhnou, čímž snižují mezidruhovou potravní kompetici a zvyšují si šance na přežití.

## Ohrožení

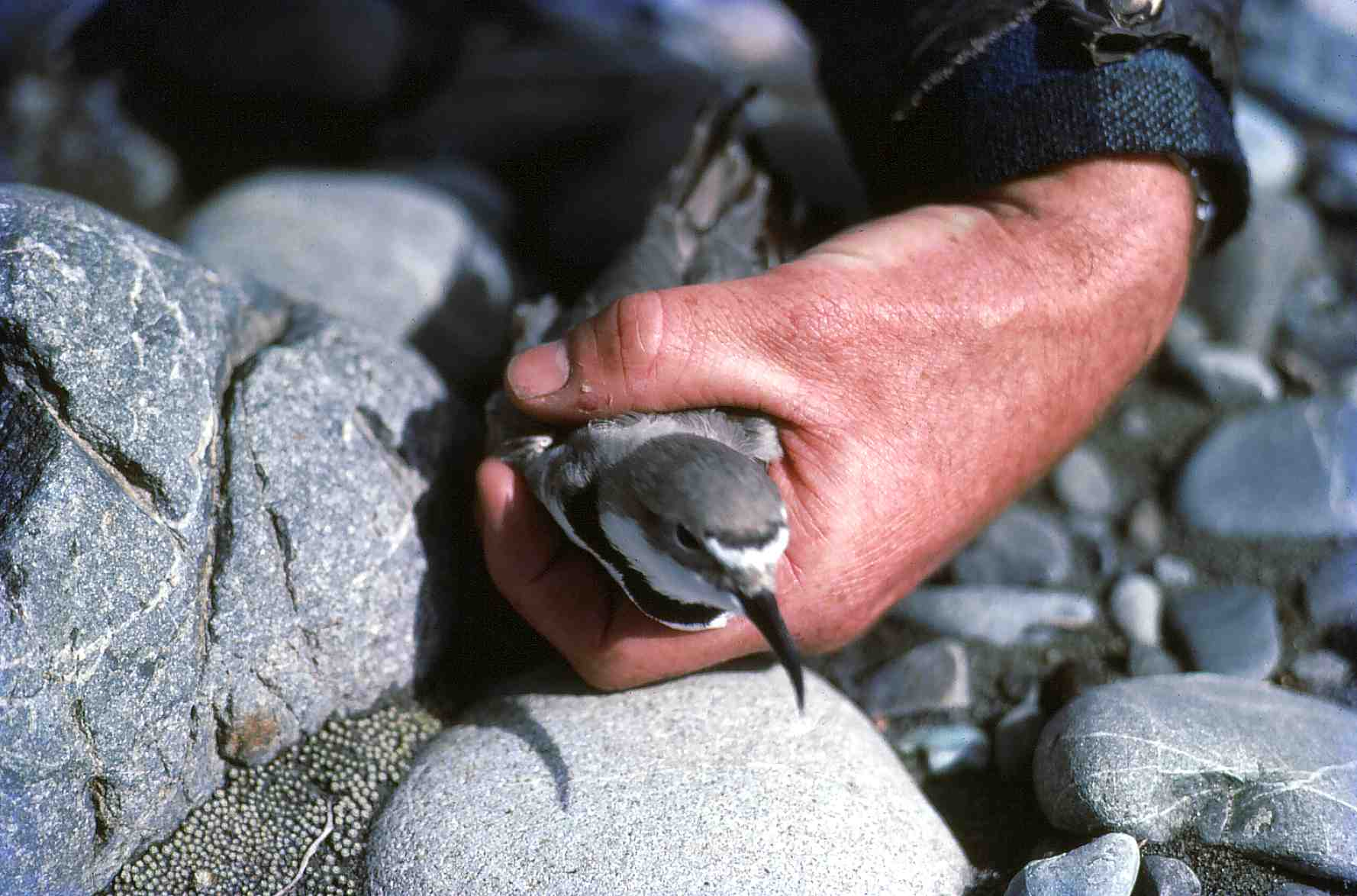
Kulík křivozobý v lidské dlani

Na přelomu 19. a 20. století bylo velké množství kulíků křivozobých zabito pro obohacení muzejních sbírek, ve kterých byli kulící vítanými přírůstky z důvodu jejich nezvykle zahnutého zobáku. Kulíci byli i stříleni sportovními lovci. Novozélandské úřady však v roce 1940 prohlásili kulíky křivozobé za chráněný druh a lov ustal. Následkem lovu a odchytu pro muzejní sbírky populace poklesla na cca 1500–200 jedinců, od té doby se však dokázala zotavit na současných cca 5000.
Druh však čelí četným jiným hrozbám. K těm hlavním patří degradace hnízdních stanovišť. Vodní elektrárny odvádí z řek vodu, čímž v některých částech dochází k poklesu vodní hladiny a vysušená řečiště tak zarůstají invazivními (nepůvodními) rostlinami (vrby, hlodáše, lupiny), čímž dochází k úbytku hnízdního habitatu druhu. Voda je z řek odváděna i pro potřeby zemědělství, které má na svědomí znečištění řek a zvyšující se hladinu živin ve vodě, což dále podporuje zarůstání štěrkových řečišť. Široká řečiště čelí tlaku nové výstavby a přeměny na zemědělskou půdu. Zvyšuje se i využívání řek pro rekreační účely, což s sebou přináší zvýšenou míru rušení během hnízdění. S lidskou aktivitou souvisí i narůstání stavů racků jižních, jinak přirozených predátorů kulíků, čímž se zvyšuje úmrtnost jejich mláďat.

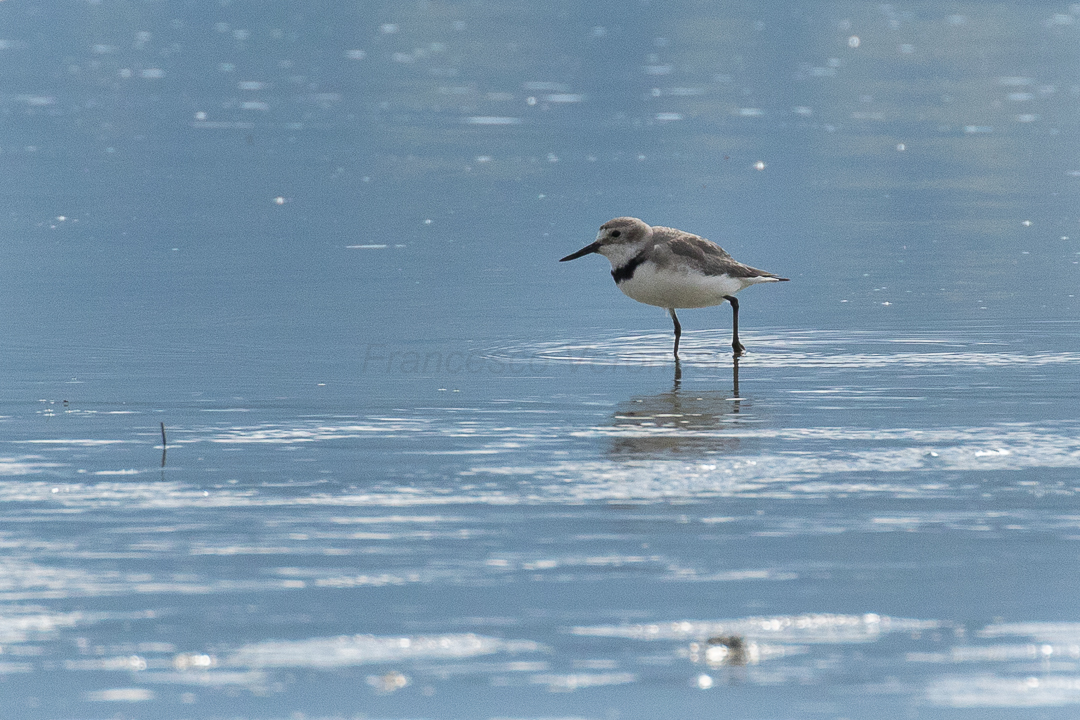
Kulík křivozobý v přirozeném prostředí

Velkou hrozbou kulíků křivozobých jsou i introdukovaní savčí predátoři. Konkrétně se jedná o kočku domácí, která na Nový Zéland dorazila s prvními mořeplavci již v roce 1769, a dále lasici hranostaj, fretku domácí a lasici kolčavu. Tyto tři šelmy byly na Nový Zéland dovlečeny v 80. letech 19. století s cílem kontroly populace zajíců, kteří představovali hrozbu farmářům a jejich úrodě. Na štěrkových nánosech divočících vodních toků, kde kulíci nejčastěji hnízdí, patří k hlavním potravním zdrojům zmíněných predátorů zajíci a ptáci, částečně i místní plazi (ještěrky, gekoni) a bezobratlí. Kulíci mají sice skvělé krypticky zbarvené opeření, které je dobře chrání proti ptačím predátorům, nicméně nemají vyvinuty ochranné reflexy proti savcům, proti kterým jsou v podstatě bezmocní.

### Populace
Následkem výše zmíněných hrozeb je populace kulíků křivozobých hodnocena jako zranitelná. Celková populace druhu se odhaduje na 4500–5500 jedinců. Tyto údaje vychází z výpočtu populace na základě zimních hejn, jelikož počítání kulíků na jejich hnízdištích je značně problematické z důvodu jejich kryptického zabarvení a rozsáhlého hnízdního areálu s nízkou hustotou hnízdišť.